# Eriopyga flammans
Eriopyga flammans là một loài bướm đêm trong họ Noctuidae.